# Pierre de Schiervel

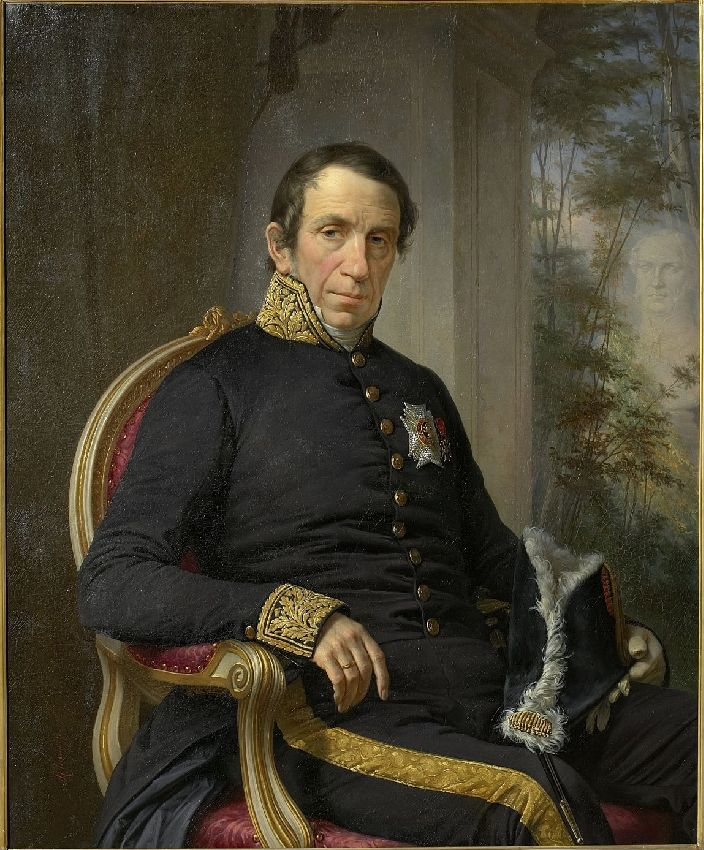

Pierre Leonard Louis Marie baron de Schiervel ('s-Gravenvoeren, 10 februari 1783 - Rotem, 4 november 1866) was een Belgische burgemeester, senator, gouverneur.

## Biografie

### Familie
Louis de Schiervel was een zoon van Pierre de Schiervel (1754-1831), advocaat en lid van de Tweede Kamer, en Marie de Fassin (1761-1801). Zijn ouders woonden op het Kasteel Altenbroek in 's-Gravenvoeren.
Hij trouwde in 1813 met Maria-Anne Smeets d'Ommerstein (1791-1847), dochter van een advocaat uit Maastricht. Het echtpaar woonde vanaf 1813 op het Kasteel Ommerstein in Rotem, dat zijn schoonvader in 1793 had gekocht. Het huwelijk bleef kinderloos, maar hij adopteerde zijn nicht, Éléonore de Lenarts (1816-1898), die in 1849 in Rotem trouwde met ridder Charles Moreau de Bellaing (1825-1895), agronoom, burgemeester van Rotem en provincieraadslid van Limburg, waardoor het Kasteel Ommerstein in handen kwam van de familie Moreau de Bellaing.

### Loopbaan
Schiervel doorliep parallel een ambtelijke en een politieke carrière. Hij kreeg scholing onder het toezicht van zijn vader, bij wij hij vanaf zijn vijftiende als bureauchef werd tewerkgesteld.
Wat het ambtelijke betreft was hij:
- 1813: regeringscommissaris van de buurtwegen in het kanton Dahlem en inspecteur van de merinosrammen,
- 1815: regeringscommissaris van de buurtwegen in het kanton Maaseik,
- 1830 (benoemd door het Voorlopig Bewind): gouverneur van Limburg, maar benoeming door hemzelf geweigerd,
- 1831-1832: arrondissementscommissaris van Roermond,
- 1837-1843: gouverneur van Oost-Vlaanderen,
- 1843-1857: gouverneur van Limburg.

Tijdens zijn ambtstermijn als gouverneur van Limburg had hij aandacht voor het wegennet, landbouw, onderwijs en de volksgezondheid.
Daarnaast waren er de politieke mandaten.
Vanaf 1819 en tot in 1836 was hij burgemeester en gemeentesecretaris van Rotem en Dilsen. 
Hij werd tot lid verkozen in 1830 van het Nationaal Congres, waarin hij het district Roermond vertegenwoordigde. Daar steunde hij eerst de kandidatuur van prins Lodewijk, hertog van Nemours en nadien die van Leopold van Saksen-Coburg voor de Belgische troon.
Vanaf de oprichting ervan in 1831 en tot 1848 was hij lid van de Senaat, behorende tot de katholieke fractie. Hij was voorzitter van de Senaat van 1838 tot 1848. De wet op de onverenigbaarheden stelde een einde aan zijn lidmaatschap van de Senaat. Van april tot juni 1863 zetelde hij nog eens kortstondig in de Senaat, als opvolger van de overleden Louis-Joseph de Renesse.

## Eerbetoon
- In 1842 werd de Schiervel in de Belgische erfelijke adel erkend met de titel van baron. Aangezien hij kinderloos bleef, bekwam hij in 1855 dat zijn titel zou overgaan op zijn neef Gustave de Schiervel. In 1933 is de familie uitgestorven. De schoonzoon van Gustave, Jean Lejeune, mocht in 1891 de familienaam toevoegen aan de zijne.
- Een deel van de kleine ring van Hasselt, nu genoemd de Groene Boulevard, is naar hem genoemd: de Schiervellaan.
- De weg langs zijn woning Kasteel Ommerstein in Rotem is ook naar hem genoemd: de Schiervellaan.
- In Tongeren is een straat genoemd naar zijn vrouw, Maria-Anna: de Schiervelstraat.